# Ed Podivinsky
Edward Charles Podivinsky, mais conhecido como Ed Podivinsky (Missoula, 8 de março de 1970), é um ex-corredor de esqui alpino canadense. Ele conquistou a medalha de bronze nos Jogos Olímpicos de Inverno de 1994 na prova de velocidade de downhill.